# Diada de Cataluña de 2015
La Diada de Cataluña de 2015, estuvo marcada por la celebración de la Vía Libre (Via Lliure, en catalán) a la República Catalana organizada por la plataforma "Ara és l'hora" ("Ahora es la hora" en catalán). Esta fue una concentración multitudinaria que llenó un tramo de 5,2 kilómetros de la avenida Meridiana de Barcelona el once de septiembre de 2015 con el objetivo de reivindicar la independencia de Cataluña y la creación de una República Catalana bajo los siguientes ejes básicos: justicia y bienestar social, democracia, diversidad, solidaridad, equilibrio territorial, sostenibilidad, cultura y educación, innovación y apertura al mundo.
La organización invitó una treintena de personalidades internacionales, entre las cuales había: Susan George, Kai-Olaf Lang, Irvine Welsh, Michael Keating, Michel Seymour, Bardo Fassbender, David Farell, Rogers Brubaker, Sebastian Balfour y Bien Page.
La Vía Libre tuvo varias réplicas realizadas por la diáspora catalana durante los días previos en varias ciudades de todo el mundo: Ámsterdam, Bangkok, Berlín, Berna, Bruselas, Buenos Aires, Canberra, Dubái, Londres, México, Montreal, Nueva York, París, Santiago de Chile, entre otros.

## Historia

### Años anteriores
Históricamente la Fiesta Nacional de Cataluña ha servido al colectivo independentista para reclamar la libertad del territorio catalán. El 2012, con la Manifestación «Cataluña, nuevo estado de Europa», se masificó el acto por primera vez, con la participación de más de un millón de personas reclamante la independencia. El año siguiente se organizó la Vía Catalana, emulando la Vía Báltica realizada el 1989 para pedir la independencia de los países bálticos. Un año después, el 2014 se organizó una gran manifestación en Barcelona, conocida con el nombre de Vía Catalana 2014, donde más de un millón y medio de personas se congregaron a la avenida Diagonal y a la Gran Vía de las Cortes Catalanas formando una V para pedir la independencia de Cataluña.

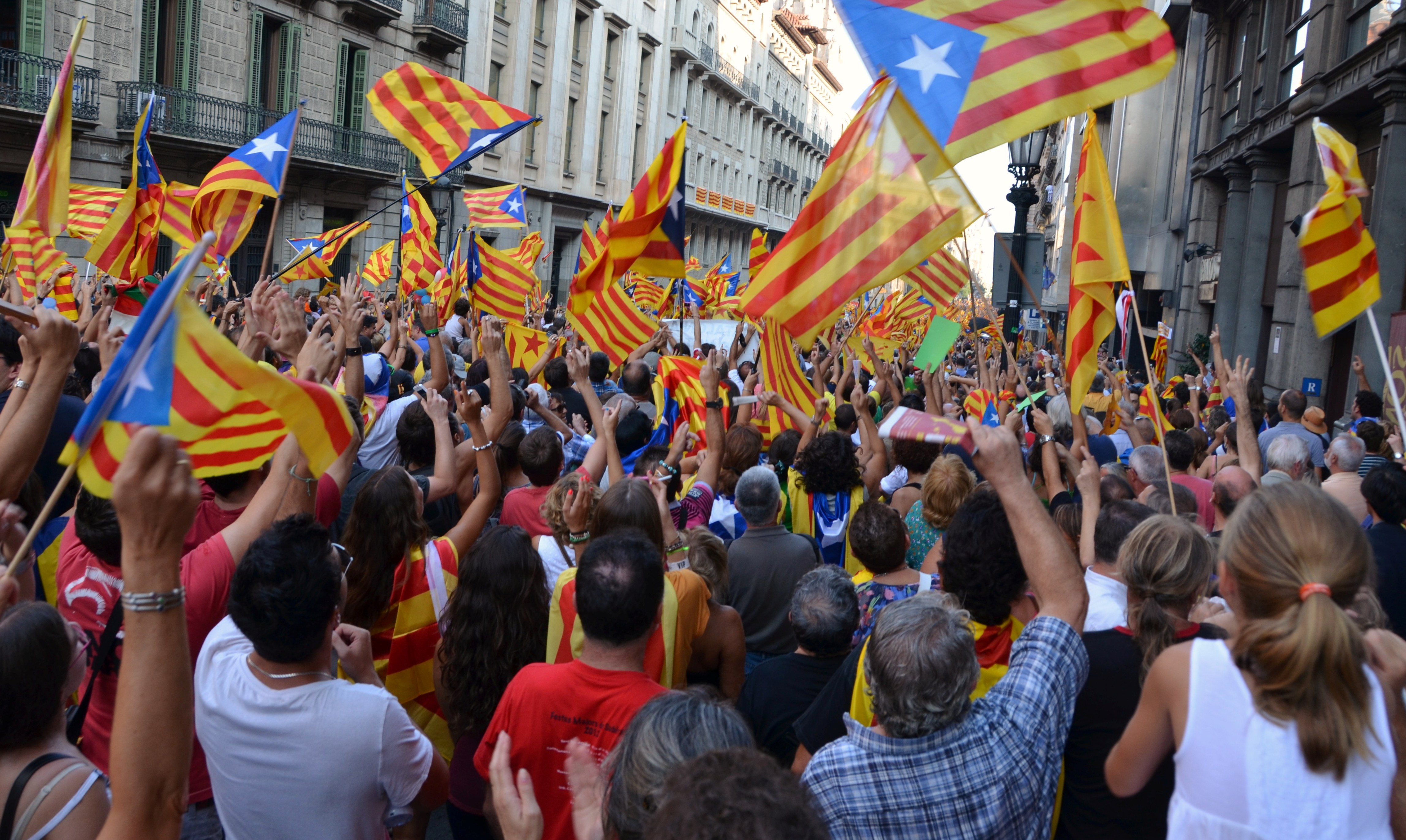
Manifestación "Catalunya, nou estat d'Europa" (2012)
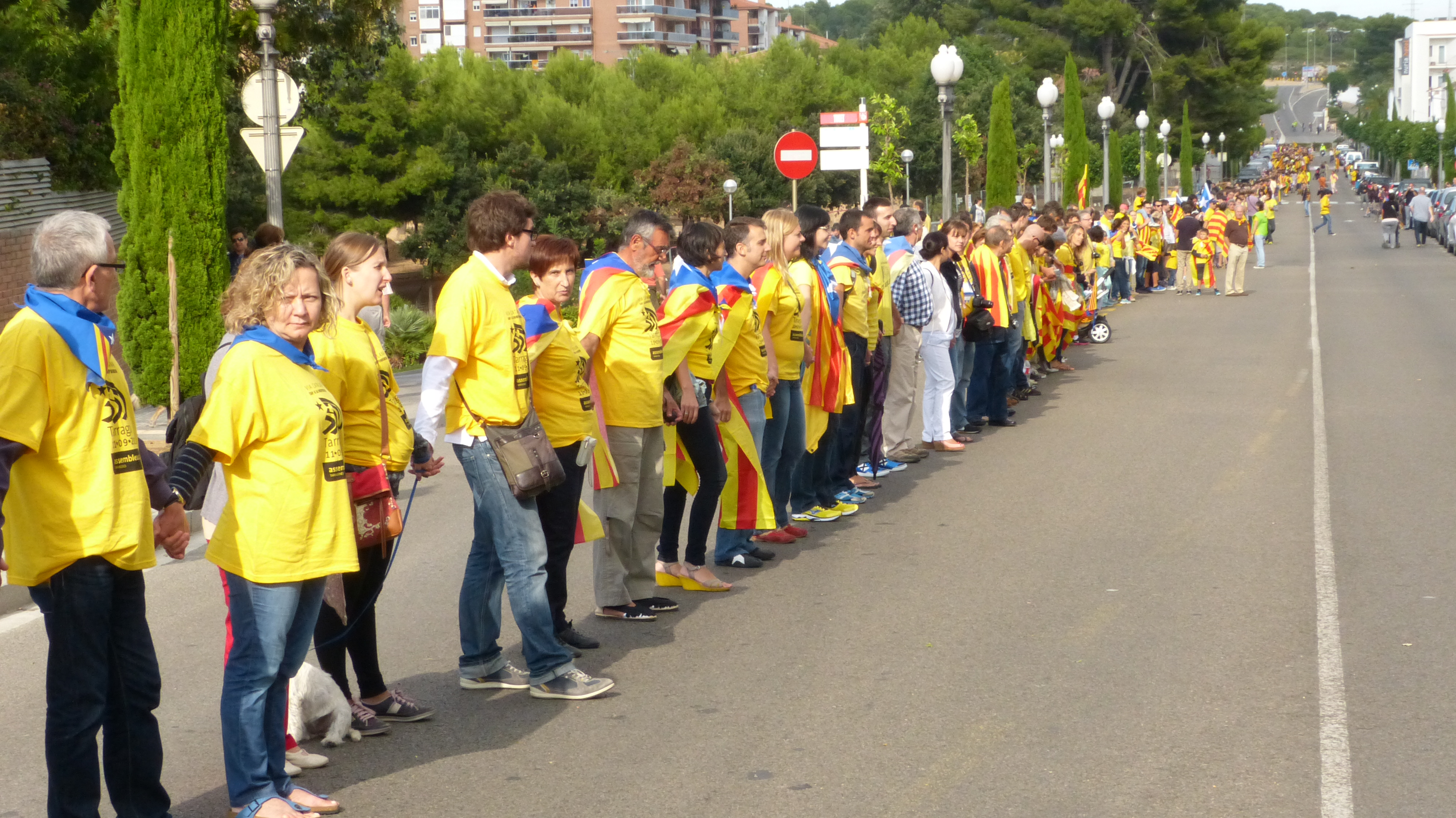
Via Catalana (2013)
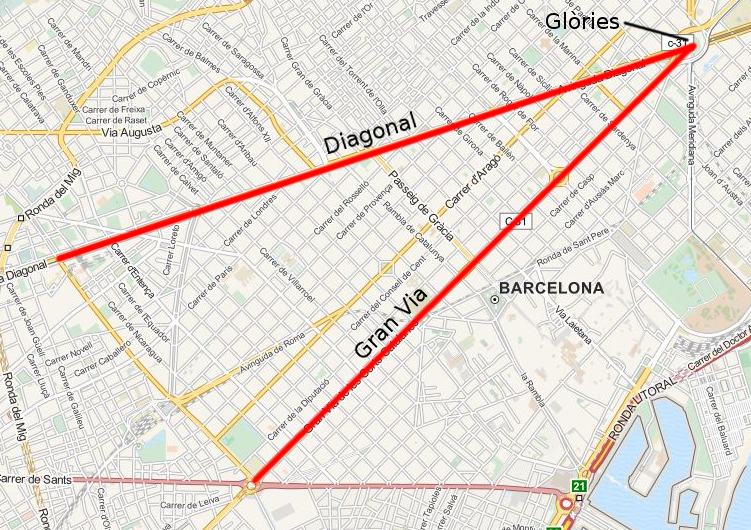
Via Catalana 2014

### Presentación de la propuesta de 2015
Durante la primavera de 2015 se presentó la propuesta de concentración del 2015: llenar la avenida Meridiana de Barcelona con el máximo número de personas posibles, que traerán un puntero señalando hacia el Parlamento de Cataluña para reclamar la independencia del país.

### Coincidencia con el inicio de Campaña electoral
El Presidente de la Generalidad de Cataluña, Artur Mas, ha convocado elecciones en el Parlamento por el 27 de septiembre de 2015, hecho que comporta que esta manifestación se realice el primer día de la campaña electoral correspondiente. Esto ha llevado a agentes contrarios al proceso independentista catalán a cuestionarse la legalidad de hacer un acto de estas características en medio de un periodo electoral.
A fecha 30 de agosto, la campaña rebasó la barrera de las 250.000 inscripciones, con más de 1.200 autobuses alquilados para transportar ciudadanos de todo Cataluña en Barcelona. Días antes fue convocada una huelga de Renfe anunciada por el mismo día, que finalmente fue desconvocada a última hora del 10 de septiembre de 2015, a raíz de un acuerdo entre los sindicatos y la empresa.

## Desarrollo del acto
El acontecimiento tuvo lugar sin incidencias. Las instituciones públicas cifraron el número de asistentes entre 550.000 (delegación del gobierno en Cataluña) y 1.400.000 (Guardia Urbana de Barcelona), mientras que las asociaciones de la sociedad civil cifraron los asistentes entre 630.000 (Sociedad Civil Catalana) y los 2.000.000 (organizadores (Asamblea Nacional Catalana y Òmnium Cultural).

### Las cifras
|                        | Cifra               | Referencias  |
| ---------------------- | ------------------- | ------------ |
| Inscritos              | más de 500.000      | [ 8 ]        |
| Voluntarios            | más de 2.000        | [ 9 ]        |
| Asistentes             | 550.000 - 2.000.000 | [ 10 ] [ 7 ] |
| Autocares              | 2.500               |              |
| Tramos                 | 135                 | [ 11 ]       |
| Ejes                   | 10                  | [ 11 ]       |
| Camisetas vendidas     | más de 220.000      | [ 9 ]        |
| Longitud del recorrido | 5,2 km              | [ 12 ]       |
| Área del recorrido     | 344.000 m²          | [ 7 ]        |

### Movilidad, accesos y transporte

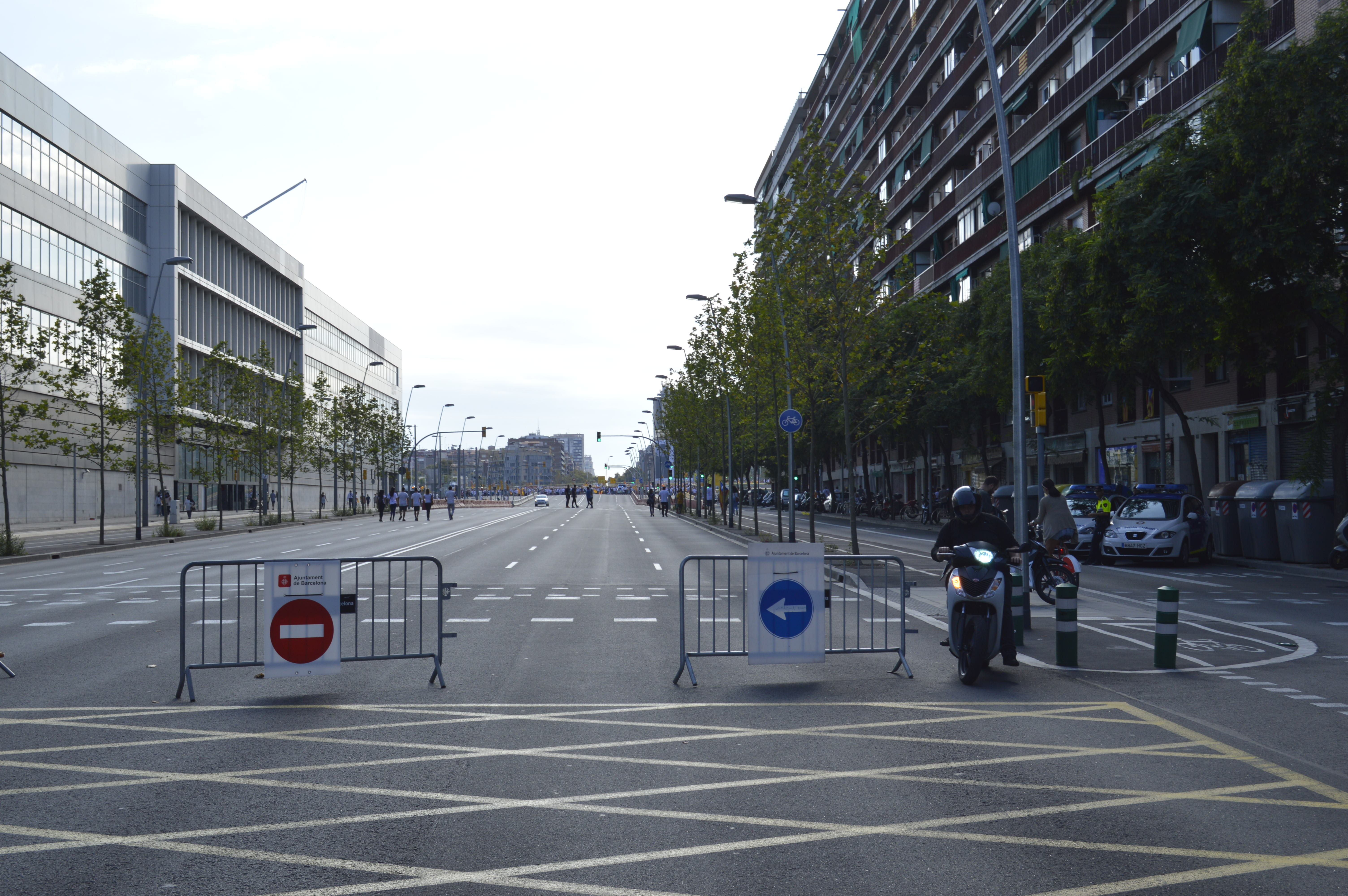
Cortes de tránsito en la Gran Vía de las Cortes Catalanas, una de las zonas afectadas por la manifestación

Debido a la masiva afluencia prevista, se promovió el uso del transporte público o en grupo para atender el acto. En la ciudad llegaron 2.000 autocares privados. Renfe había convocado una huelga por el mismo día, garantizando un 33% del servicio de un día festivo y servicio regular de festivo entre las 14 y las 21. A última hora, pero, la huelga fue desconvocada, a pesar de que algunos trenes, como los de media distancia, se vieron afectados igualmente, debido a la incapacidad de reacción. En cuanto al metro de Barcelona, la afluencia masiva provocó pequeños cortes en algunas líneas, hecho que comportó que se cerraran temporalmente o se regularan los accesos a algunas de las estaciones de la Línea 1, 2, 3 y 5 del metro de Barcelona. 
Los Ferrocarriles Catalanes de la Generalitat duplicaron su capacidad habitual en las líneas Bajo Llobregat- Noya, y el Trambesòs quedó parcialmente fuera de servicio entre las 15 y las 20h. En cuanto al transporte por carretera, las accesos en la zona por la propia Avenida Meridiana y por otras vías principales se cortaron parcialmente a las 12h y totalmente entre las 15 y las 20. El Ayuntamiento habilitó aparcamientos en vías amplias como la Avenida Diagonal o el Paralelo.

### Tramos
Para repartir la gente y poder gestionar el acto, el recorrido se dividió en 135 tramos, uno por cada escaño del Parlamento de Cataluña. Esta fue su distribución:
| Color          | Tema                   | Tramos  | Territorios                                                                            | Imagen |
| -------------- | ---------------------- | ------- | -------------------------------------------------------------------------------------- | ------ |
| Amarillo       | Democracia             | 1-14    | Bajo Llobregat, Rosellón, Comunidad Valenciana e Islas Baleares                        |        |
| Moratón oscuro | Equilibrio territorial | 15-28   | Tierras del Ebro, Vallés Oriental y Solsonés                                           |        |
| Rojo           | Solidaridad            | 29-41   | Bages, Moyanés, Bergadá y Noya                                                         |        |
| Moratón claro  | Mundo                  | 42-53   | Osona, Ripollés y El Maresme                                                           |        |
| Verde pistacho | Diversidad             | 54-63   | El Maresme y Poniente                                                                  |        |
| Verd oscuro    | Sostenibilidad         | 64-77   | Vallés Occidental o Pirineo                                                            |        |
| Lila           | Igualdad               | 78-92   | Bajo Panadés, Alto Panadés y Garraf                                                    |        |
| Marrón         | Justicia social        | 93-103  | Tarragonés, El Priorato y el Alto Campo                                                |        |
| Morado         | Innovación             | 104-120 | Cuenca de Barberá, Bajo Campo, Pla de l'Estany, Gironés, Bajo Ampurdán y Alto Ampurdán |        |
| Naranja        | cultura y educación    | 121-135 | Alto Ampurdán, La Garrocha y Selva                                                     |        |

### Puntero
Todo el mundo estaba convocado a ser a su tramo asignado a las 16 horas. A las 17:14 un puntero movido por varios voluntarios, empezó a recorrer la Vía Libre en dirección al Parlamento de Cataluña. Empezó a la esquina con la calle Rosselló Pòrcel y llegó al Parque de la Ciudadela. A su paso, los voluntarios y asistentes al acto fueron levantando unos punteros de colores que representaban los diversos segmentos de asistentes (innovación, cultura, diversidad...), cada cual con un color asignado. El puntero avanzó a una velocidad aproximada de 10/15 km por hora. A lo largo del recorrido más de 60 pandillas castelleres fueron levantando varios pilares. Todo el recorrido fue retransmitido en directo por Youtube.

### Voluntarios y preparación

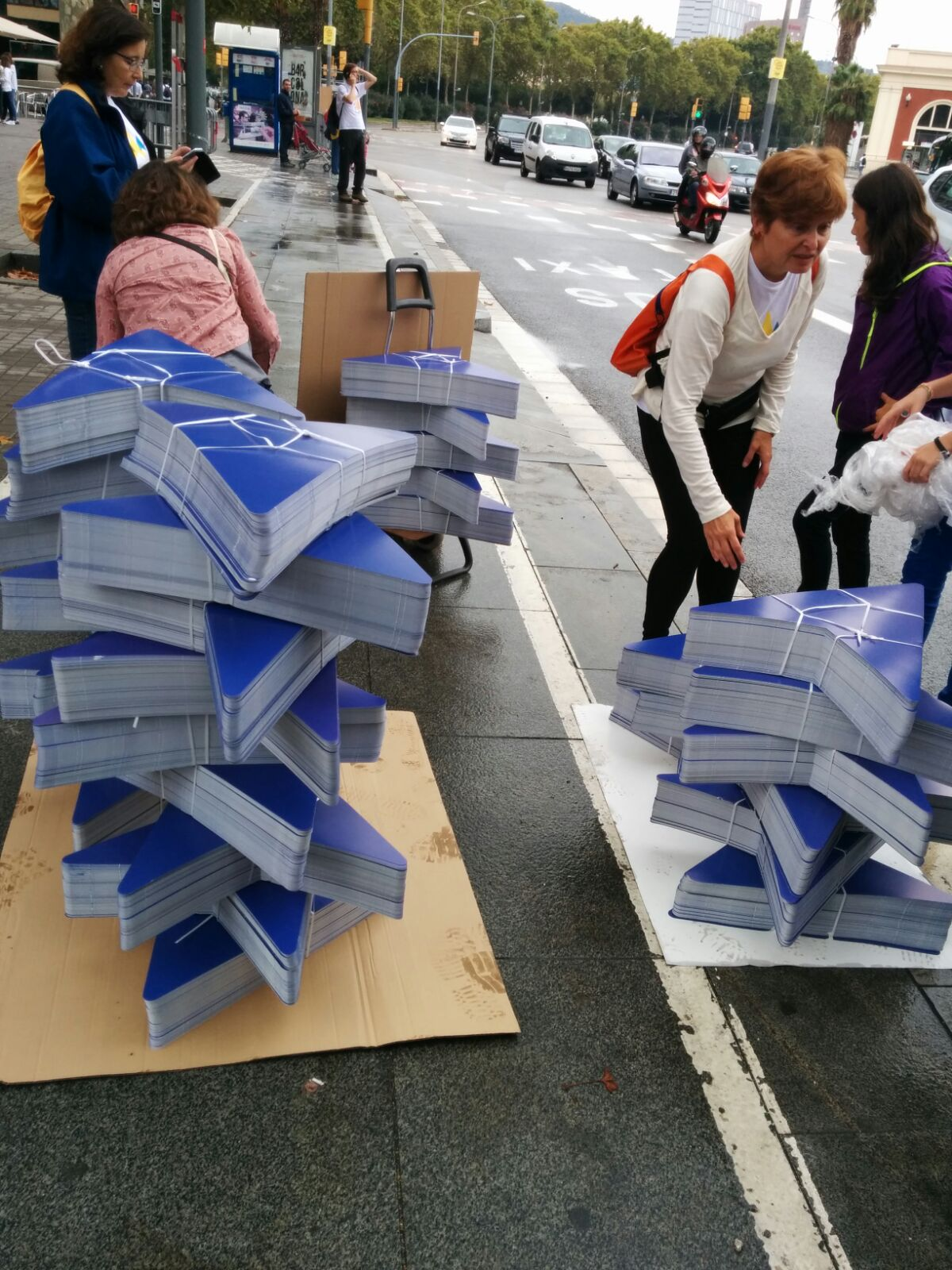
Punteros preparados para ser repartidos
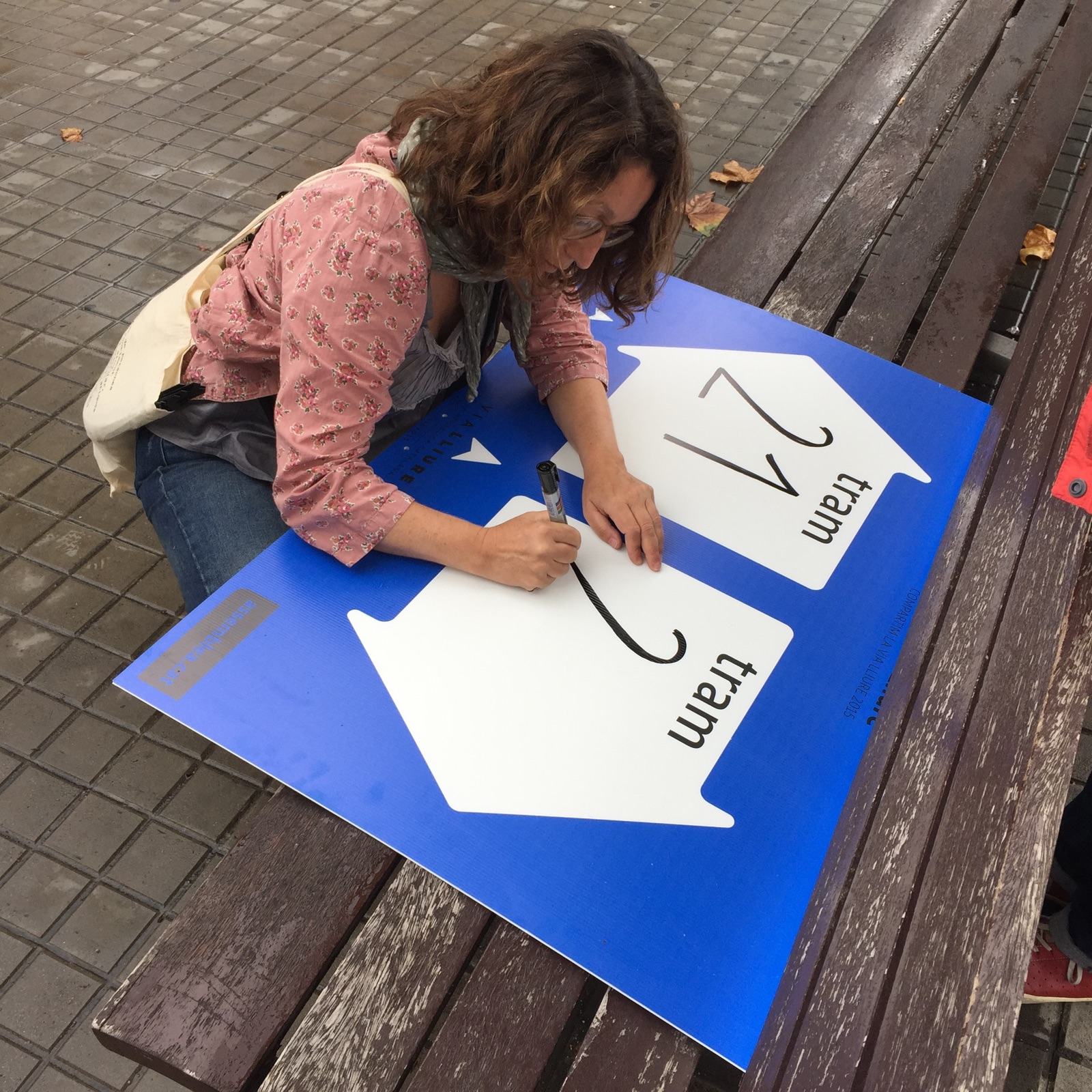
Tareas de preparación de los tramos
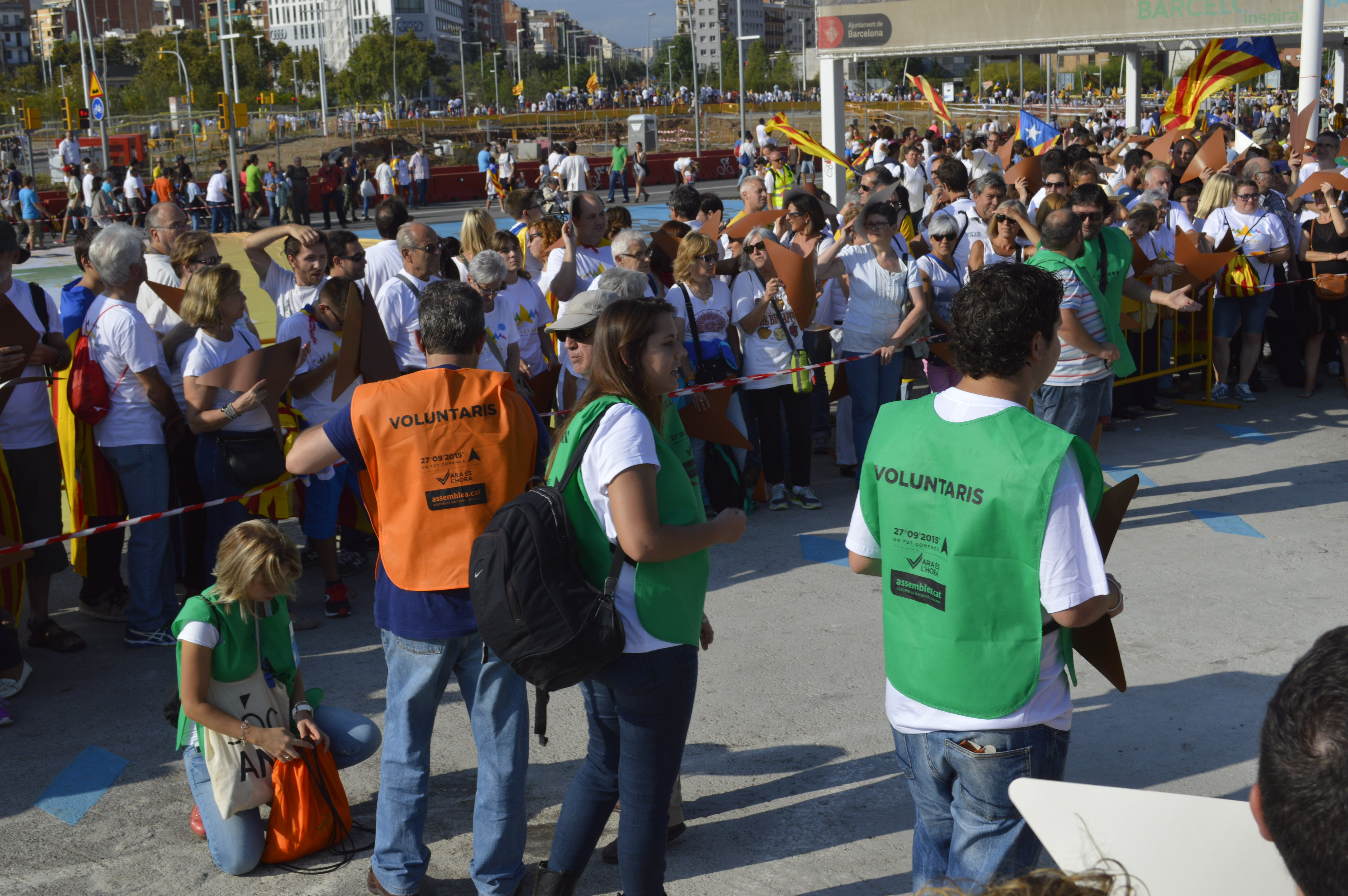
Voluntarios

### Acto

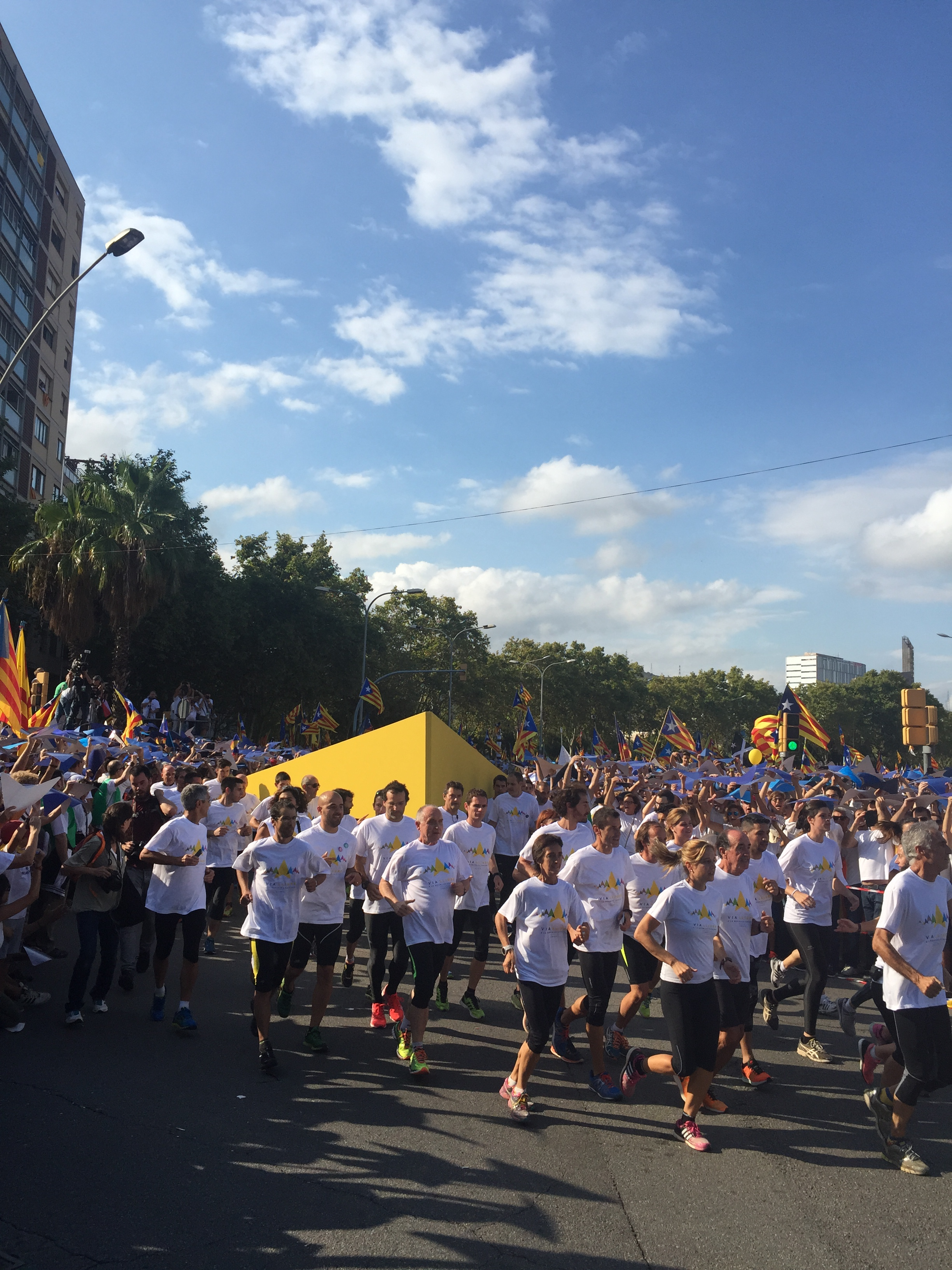
Paso del puntero1
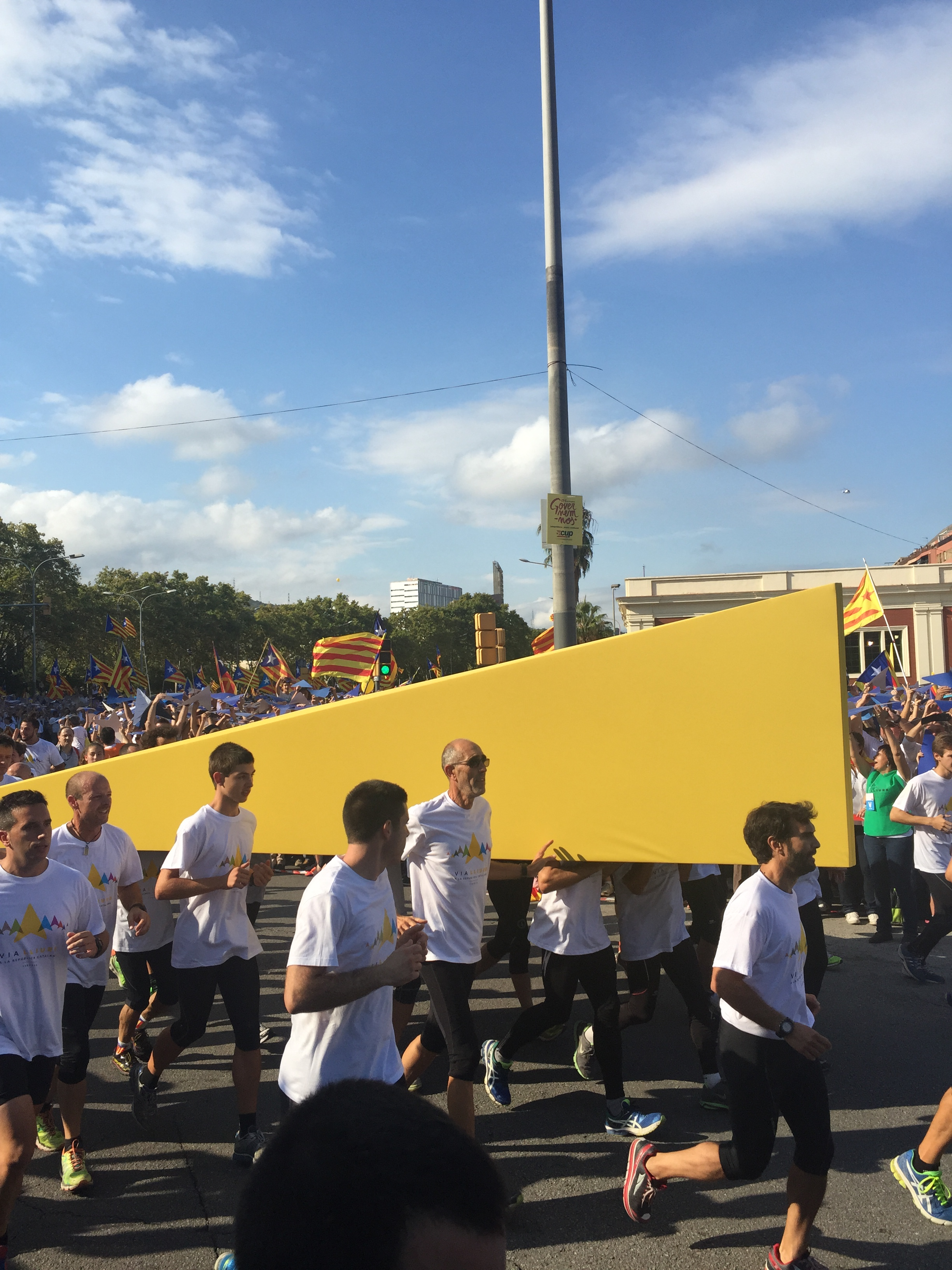
Paso del puntero2
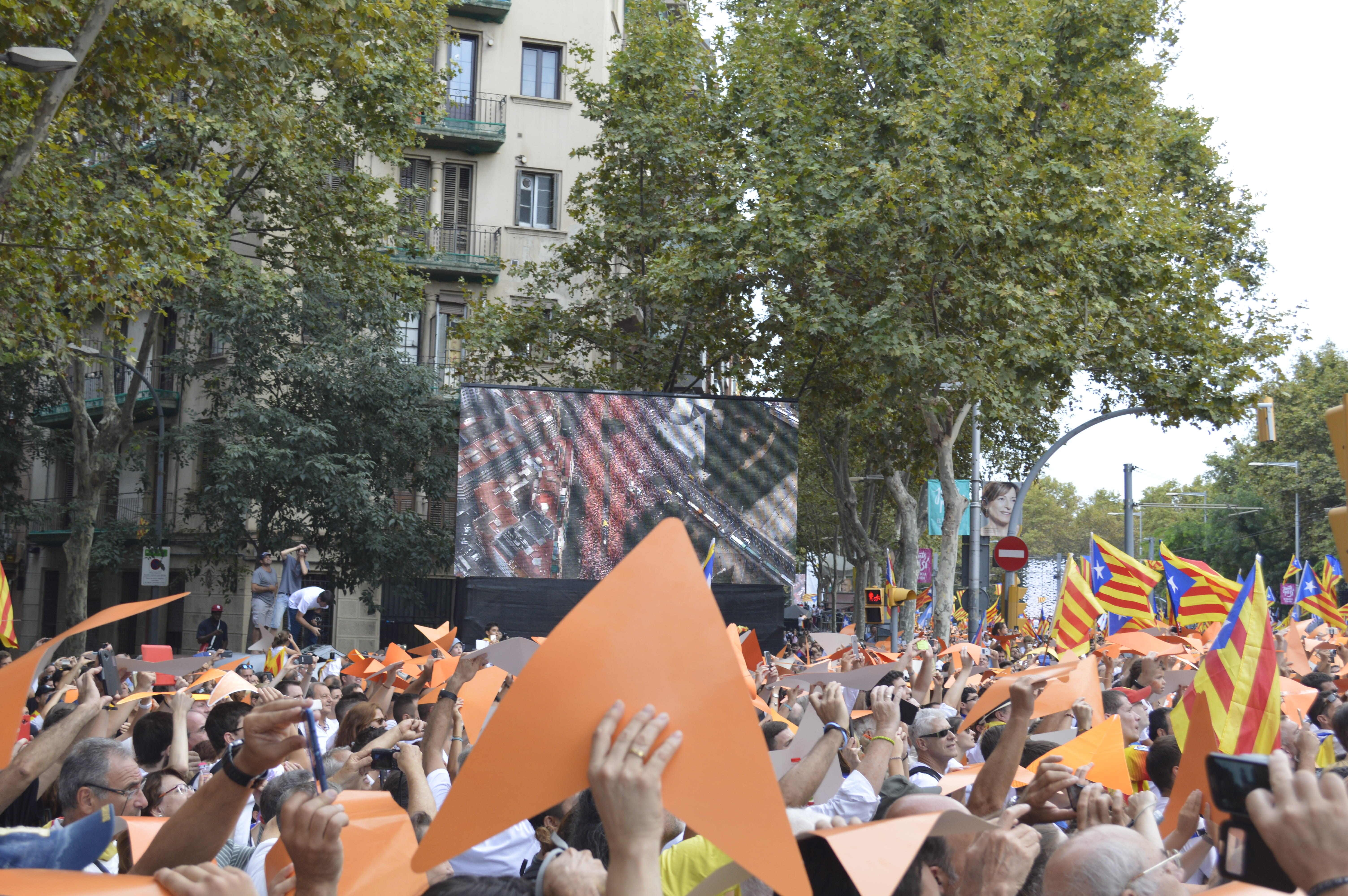
Punteros de color naranja
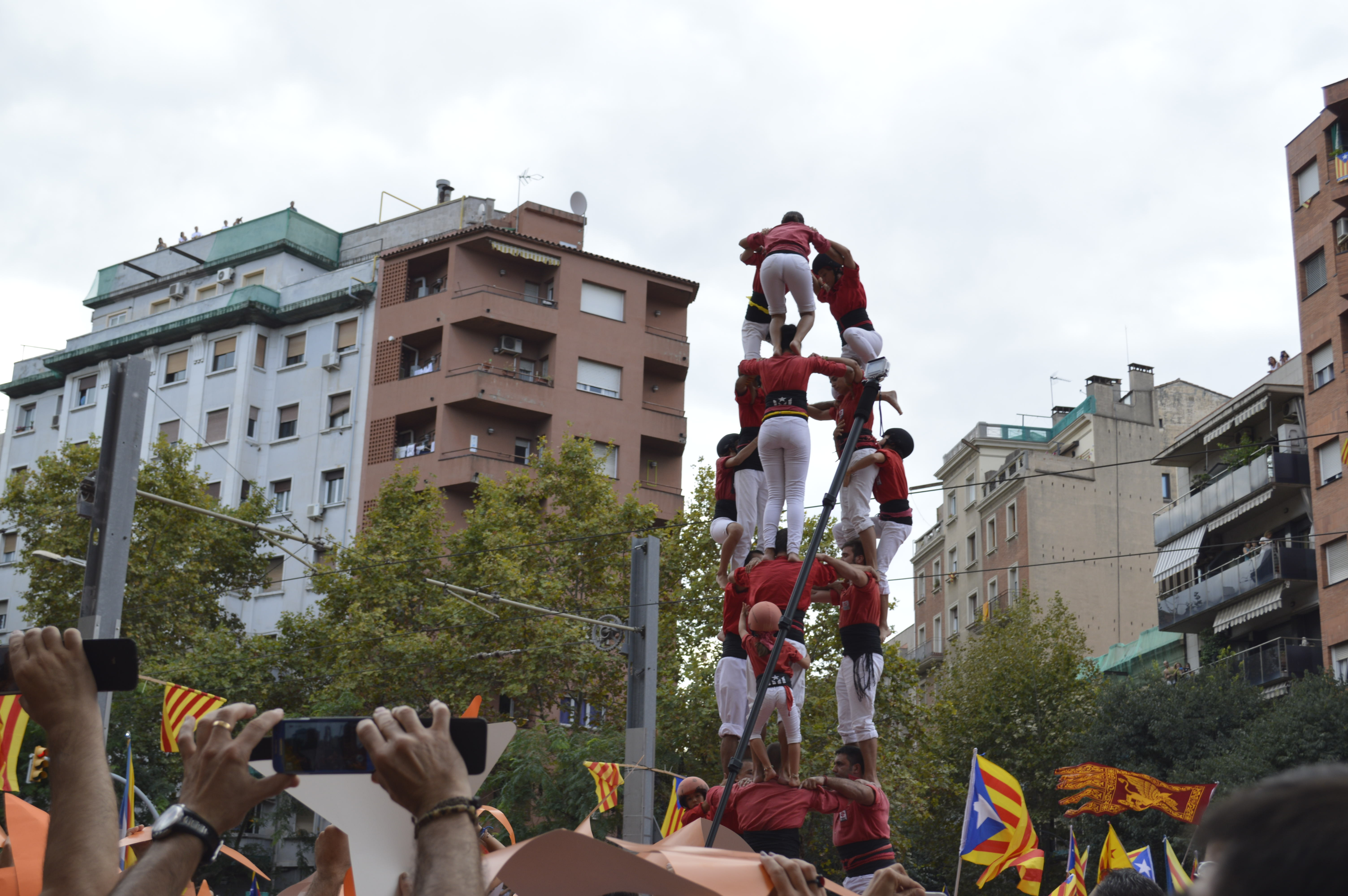
Castillos a la largo del recorrido
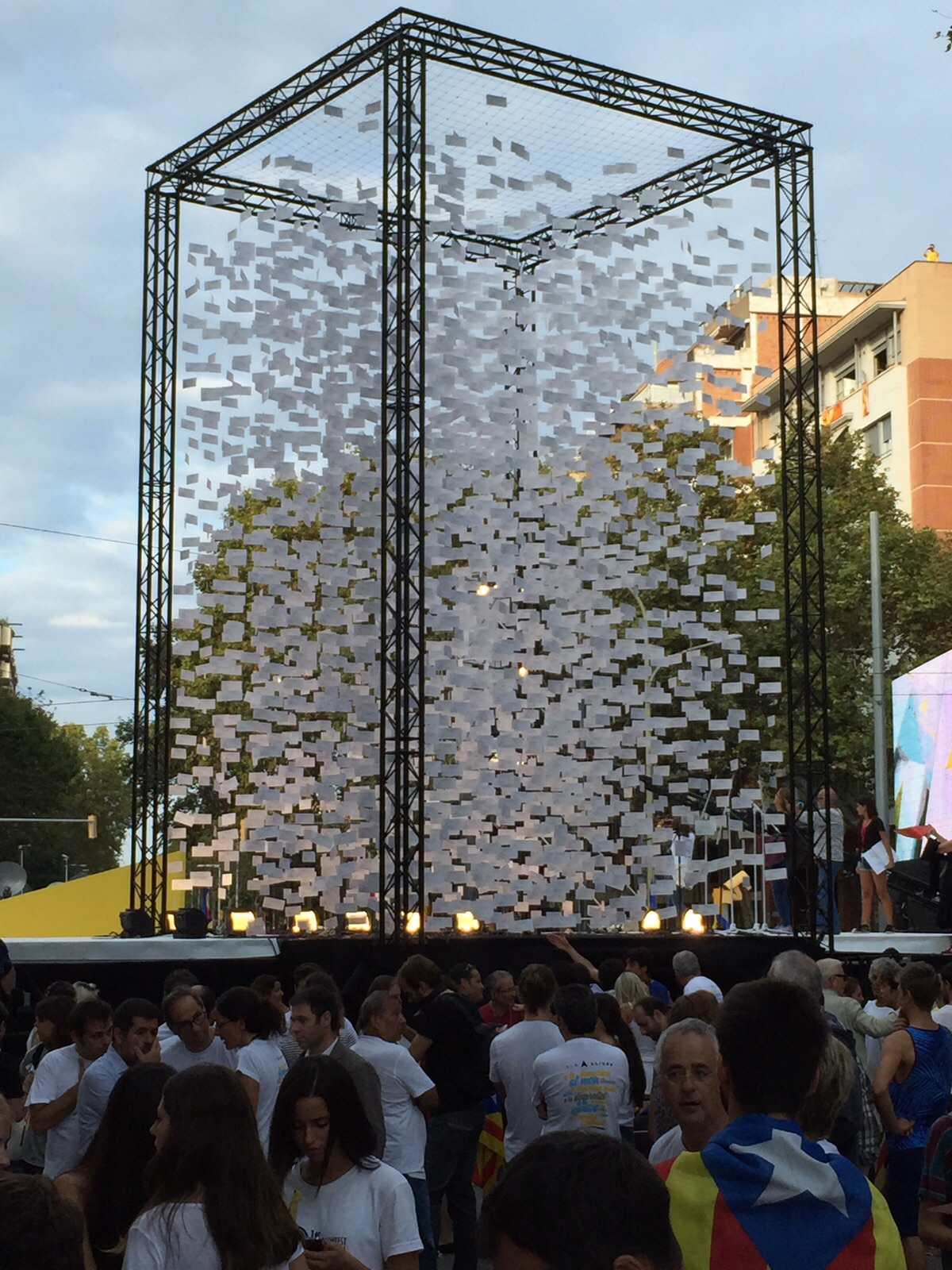
Estructura con forma de urna

### Parlamentos y actuaciones

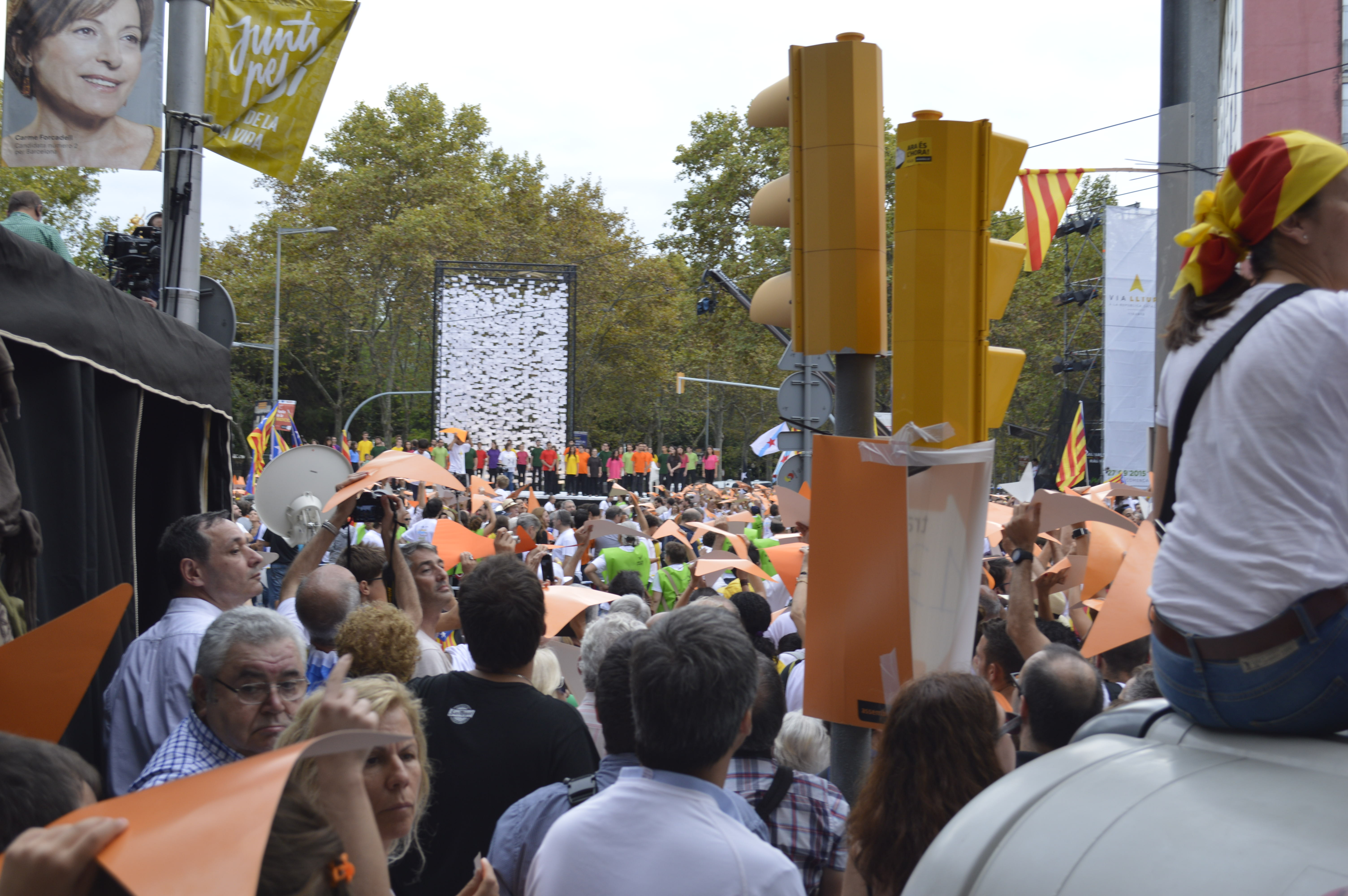
Escenario (de fondo) donde tuvieron lugar los parlamentos

Aproximadamente a las 18 horas el puntero llegó al escenario principal donde tuvieron lugar varios parlamentos entre los que destacaron los de Jordi Sánchez, Quim Tuesta, Gabriel Rufián y Liz Castro. En cuanto a las actuaciones musicales, el Corazón Joven del Orfeón Catalán interpretó Venimos norteño, venimos del sur de Lluís Llach, con la Orquesta Terrasa 48, piano de Albert Guinovart y voces de yema Humet y Mercè Martínez. El acto fue presentado por Montse Llussà y acabó con la rumba Cataluña tiene mucho poder, de Peret.

## Cobertura mediática

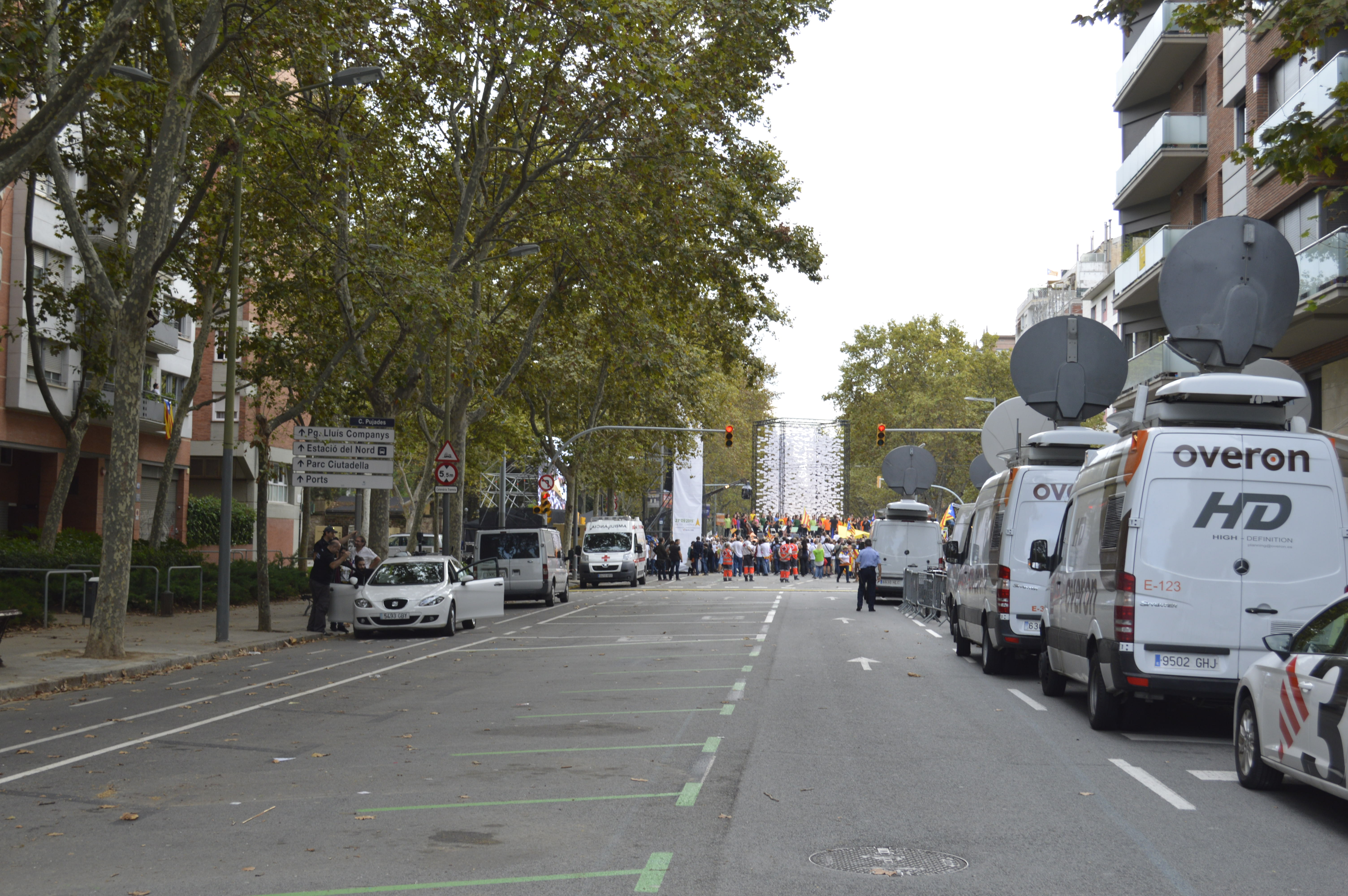
Medios de comunicación equipados para emitir en directo

Las cadenas públicas de televisión (Tv3 y el canal 3/24) ofrecieron varios programas especiales in situ, presentados por Ramón Pellicer, Ariadna Oltra. 8tv, a su vez, ofreció programación especial desde el estudio, con conexiones en directo e imágenes aéreas del recorrido. En cuanto a la radio, las dos cadenas mayoritarias (Catalunya Ràdio y RAC1) ofrecieron programación especial, presentada por Mònica Terribas, Jordi Basté y Toni Clapés, respectivamente.
A nivel internacional, el acto despertó la atención de mediados de comunicación de todo el mundo. Varias cadenas informativas emitieron en directo las primeras vistas aéreas disponibles de la manifestación. Otros medios generalistas como la cadena pública francesa o la británica BBC enviaron un corresponsal y fueron conectando a lo largo de toda la tarde. La agencia Euronews contextualizó el acto en relación con las Elecciones del 27S, comentando también las últimas encuestas publicadas días antes por el Centro de Investigaciones Sociológicas. Diarios de todo Europa se hicieron eco en sus versiones digitales ya la misma tarde del 11 de septiembre, entre los que se encontraron The Guardian, Le Monde, Le Figaro o el Wall Street Journal. Otros medios tomaron posicionamientos más detallados, como lo The Telegraph, que argumentó que Cataluña era el último nuevo dolor de cabeza para la Unión Europea. Otros lo compararon con el referéndum escocés de 2014.

## Repercusiones políticas
El presidente de la Generalidad, Artur Mas, compareció ante los medios el mismo día a las 8 del anochecer. Acababa de recibir los organizadores de la Vía Libre, los presidentes de Òmnium y del ANC, en el Palacio de la Generalidad. Argumentó no haber ido a la manifestación para poder preservar su papel institucional como presidente de todos los catalanes. En su declaración, Mas habló de tres conceptos: orgullo, confianza e ilusión, felicitando a los catalanes «por la capacidad de movilización, por la demostración de un pueblo en marcha, de un país que se mueve, donde mucha gente tiene la ilusión de construir una cosa nueva» dijo, agradeciendo el buen clima del acto y recordando la importancia de las próximas elecciones y pidiendo en el gobierno español que «Dejáis esta miopía, dejáis este orgullo imperial, dejáis de amenazar con las leyes como si fuéramos casi delincuentes». A continuación concluyó diciendo «Pongan las leyes al servicio del diálogo, pongan las leyes al servicio de la democracia».